# Quiksilver Pro France

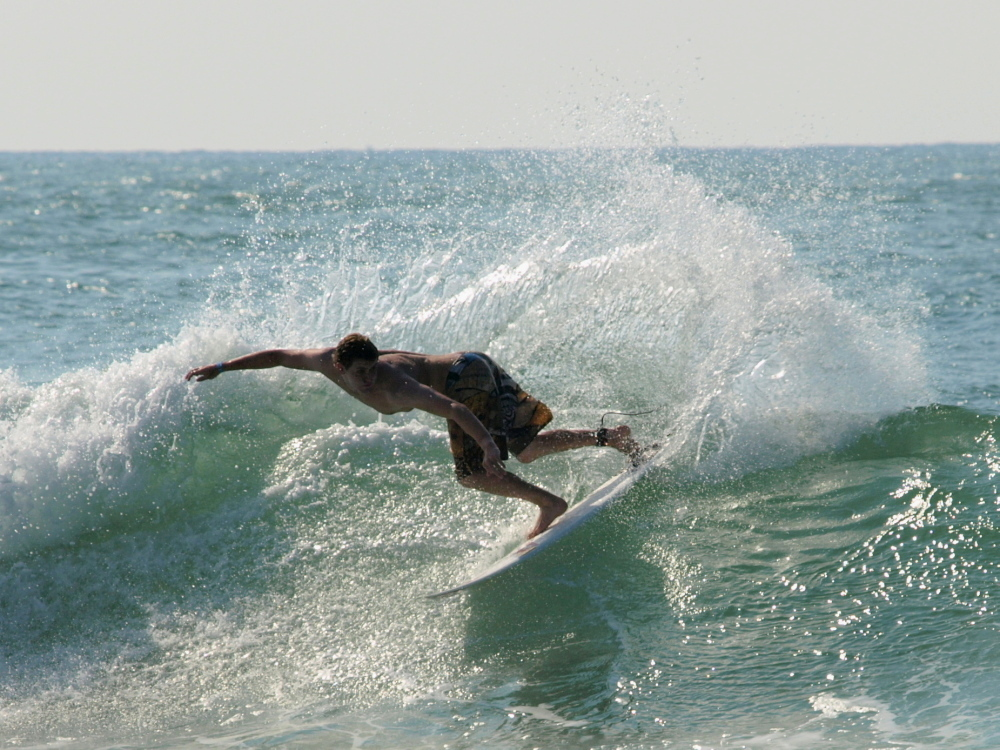
Quiksilver Pro France en Hossegor.

Quiksilver Pro France es el octavo evento del ASP World Tour y el primero de los dos que se celebran en suelo europeo.
Quiksilver lleva patrocinando este premio desde 2001, en las playas de Hossegor y Seignosse, Francia a mediados de septiembre y comienzos de octubre. Sin embargo, precisamente esa primera edición de 2001 se vio cancelada por los trágicos atentados del 11 de septiembre de 2001 en el World Trade Center de Nueva York.

## Último evento
| Posición | Año  | Campeón      | Nacionalidad |
| -------- | ---- | ------------ | ------------ |
| 1º       | 2007 | Mick Fanning | Australia    |
| 2º       | 2007 | Greg Emslie  | Sudáfrica    |

## Pasados campeones
| Año  | Campeón        | Nacionalidad |
| ---- | -------------- | ------------ |
| 2006 | Joel Parkinson | Australia    |
| 2005 | Andy Irons     | Hawái        |
| 2004 | Andy Irons     | Hawái        |
| 2003 | Andy Irons     | Hawái        |
| 2002 | Neco Padaratz  | Brasil       |
| 2001 | Cancelado      | -            |

- Datos: Q3414486
- Multimedia: Quiksilver Pro France / Q3414486